# Ralf Roman Rossberg
Ralf Roman Rossberg (* 2. Juli 1934 in Dresden; † 18. November 2017 in Murnau am Staffelsee) war ein deutscher Journalist und Buchautor, der insbesondere zu Eisenbahnthemen schrieb.
Nachdem er seine Kindheit in seiner Geburtsstadt Dresden verbracht hatte, floh er mit seiner Familie gegen Ende des Zweiten Weltkrieges nach Bayern. Ab 1949 war er journalistisch für verschiedene Zeitungen tätig, später studierte er Elektrotechnik in München und Berlin. 1961 ging er zur Deutschen Bundesbahn und arbeitete nicht ganz vier Jahrzehnte für deren Pressedienst. Parallel schrieb er weiterhin Artikel für diverse Zeitschriften sowie eine Vielzahl von Büchern über die Eisenbahn, unter anderem für den Eisenbahn-Kurier.
Sein erstes großes Werk von überregionaler Bedeutung war 1971 das Buch Tempo 200. Große Beachtung fand u. a. das erstmals 1980 erschienene Buch Grenze über deutschen Schienen, das die Auswirkungen der Teilung auf das deutsche Eisenbahnsystem dokumentierte. Bedeutend ist ebenfalls sein Buch Geschichte der Eisenbahn, dessen Erstauflage 1978 erschien und später in mehreren Neuauflagen herausgegeben wurde.

## Werke (Auswahl)
- Geschichte der Eisenbahn. Sigloch Service Ed., Künzelsau 1978, ISBN 3-89393-174-0.
- Grenze über deutschen Schienen. Eisenbahn-Kurier, Freiburg im Breisgau 1980, ISBN 3-88255-828-8.
- Die Jungfrau-Region und ihre Bahnen. Hallwag, Bern/Stuttgart 1983, ISBN 3-444-06064-5.
- Von der Altmühl bis zur Zugspitze. Die Bahn in Südbayern. Eisenbahn-Kurier, Freiburg 1987, ISBN 978-3-88255-802-9.
- Deutsche Eisenbahnfahrzeuge – Von 1838 bis heute, (Hrsg. Ralf Roman Rossberg), VDI-Verlag, Düsseldorf 1988, ISBN 3-18-400758-8
- Bahnwinter im Werdenfelser Land. Klartext Verlag, Essen 2015, ISBN 978-3-8375-1576-3.